# Стейси Уилингам
Стейси Уилингам (на английски: Stacy Willingham) е американска журналистка и писателка на произведения в жанра трилър.

## Биография и творчество
Стейси Вернър Уилингам е родена на 30 януари 1991 г. в Чарлстън, Южна Каролина, САЩ. Има по-голяма сестра. Получава бакалавърска степен по журналистика в списанията от Университета на Джорджия в Атънс като прави обучителни стажове в Кортона, Италия, и в компания за маркетинг и PR в Лондон. След дипломирането си се премества в Атланта и работи като копирайтър и бранд стратег за местна маркетингова агенция. Там решава да преследва писателска кариера и заедно с работата си следва творческо писане от Колежа по изкуство и дизайн в Савана, където завършва с магистърска степен през 2019 г. След това се връща в Чарлстън с два завършени ръкописа и ѝ отнема две години, за да предаде за публикуване единия от тях.
Първият ѝ роман „Проблясък в мрака“ е издаден през 2022 г. Главната героиня Клои Дейвис от Луизиана е на 12 години, когато шест млади момичета изчезват в родното ѝ градче, а по-късно баща ѝ е арестуван и осъден като сериен убиец. 20 години по-късно животът ѝ е щастлива, но в близост до дома ѝ изчезва младо момиче, а по-късно и друго, престъпленията имат прилика с тези на баща ѝ, а тя е обхваната от съмнения и параноя. Романът веднага става бестселър в списъка на „Ню Йорк Таймс“ и я прави известна. Романът е издаден в над 30 страни по света и е приет за екранизация.
Стейси Уилингам живее със семейството си в Чарлстън, Южна Каролина.</ref>

## Произведения

### Самостоятелни романи
- A Flicker in the Dark (2022)[1][2]
Проблясък в мрака, изд.: ИК „ЕРА“, София (2022), прев. Росица Тодорова
- All the Dangerous Things (2023)

### Екранизации
- ?? A Flicker in the Dark